# Wand 5
Wand 5 ist ein Stuttgarter Verein zur Förderung unabhängiger Film- und Medienkultur.
Zu den Hauptaktivitäten des 1985 gegründeten Vereins gehört die jährliche Realisierung eines Festivals für Kurz- und Experimentalfilme, der Stuttgarter Filmwinter. Außerdem wird seit 2001 jährlich das Vortrags- und Ausstellungsforum „media-space“, das sich mit der Beziehung zwischen Medien und Raum, Informationstechnologie und Architektur befasst, durch den Verein veranstaltet. Wand 5 betreibt zudem einen Verleih („Wand 5 Verleih“), der Filme und Videos aus den Bereichen Experimentalfilm, Videokunst, Kurzfilm und Dokumentarfilm anbietet. Unter anderem wurde die New York University beraten.
Gründungsmitglieder sind unter anderem die Regisseurin Esther Gronenborn und der Leiter des Stuttgarter Internationalen Trickfilmfests Ulrich Wegenast.

## Kooperationen (Auswahl)

### Festivals
- Kasseler Dokumentarfilm- und Videofest, Kassel
- Internationale Filmfestspiele, Berlin
- Internationales Kurzfilmfestival, Hamburg
- Internationale Kurzfilmtage, Oberhausen
- Internationales Trickfilmfestival, Stuttgart
- L'Immagine Leggera, Palermo
- Muu Media Art, Helsinki

### Institutionen für Film- und Medienkultur
- Boston Film Foundation
- Centre Pompidou, Paris
- Deutsche Film- und Fernsehakademie, Berlin
- Hochschule für Film- und Fernsehen (HFF), Potsdam-Babelsberg
- Institut für Neue Medien (INM), Frankfurt am Main
- Intercommunication Center Tokyo (ICC)
- Kunsthochschule für Medien (KHM), Köln
- Kiasma Museum of Contemporary Art, Helsinki
- Museum of Modern Art, New York
- Stedelijk Museum, Amsterdam
- V2, Rotterdam
- Zentrum für Kunst und Medientechnologie (ZKM), Karlsruhe

### Forschungseinrichtungen
- Communication Systems, National Supercomputing Center (RUS), Universität Stuttgart
- European Coordination of Film Festivals (EEIG), Brüssel
- Fraunhofer-Institut für Arbeitswirtschaft und Organisation (IAO), Stuttgart
- GMD Forschungszentrum Informationstechnik, St. Augustin
- Media Lab, Visual Media Group, Tangible Media Group, Massachusetts Institute of Technology (MIT) Boston und Cambridge